# Bandeira de Guanhães
A bandeira de Guanhães é um dos símbolos oficiais do município brasileiro supracitado, localizado no interior do estado de Minas Gerais. Foi instituída pela Lei nº 1.210, de 23 de outubro de 1975, tendo sido elaborada por Laet Berto.

## Simbologia
Cada um dos itens presentes na bandeira dispõe de algum significado relacionado com a história da cidade. O fundo verde representa as florestas frondosas, a Mata Atlântica já muito desmatada na região, apesar de algumas áreas remanescentes, como o Parque Estadual Serra da Candonga. A faixa transversal azul que corta a bandeira em duas metades está representando o Rio Guanhães, caudal curso d'água que não passa na sede do município. Nos vales do rio, sobre o verde, o triângulo amarelo apontado para cima remonta ao progresso e às minas de ouro do Candonga, exploradas por companhias inglesas durante o século XIX e, por fim, as três flechas brancas cruzadas e apontadas para cima representam os lendários e ferozes índios guanaãs, fonte do nome dado ao Rio Guanhães e habitantes originais da região anteriormente à chegada dos colonizadores europeus.